# Définition du vol spatial humain par la Fédération aéronautique internationale
La Fédération aéronautique internationale (FAI) définit une mission de vol spatial humain comme un vol avec équipage qui se déroule au-dessus de la ligne de Kármán (100 km). Toutefois, ses définitions et règles antérieures concernant les vols spatiaux habités exigeaient la présence d'un pilote dans le vaisseau spatial lors de l'atterrissage pour que le record spatial soit validé, ce qui a fait l'objet de controverses,.

## Vue d'ensemble
Le 12 avril 1961, le cosmonaute soviétique Youri Gagarine est devenu le premier humain dans l'espace grâce à la mission Vostok 1 qui a tourné autour de la Terre pendant 108 minutes. Lors de la rentrée dans l'atmosphère et de l'atterrissage, Gagarine s'est éjecté de son vaisseau spatial et a atterri séparément avec celui-ci à 26 km au sud-ouest d'Engels, dans la région de Saratov, par 51,270682, 45,99727. Une agricultrice et sa petite-fille, Rita Nurskanova, ont observé la scène étrange d'un personnage vêtu d'une combinaison orange vif avec un grand casque blanc atterrissant près d'elles en parachute,,.
À cette époque, la Fédération aéronautique internationale (FAI) exigeait que les pilotes de vaisseaux spatiaux atterrissent à l'intérieur de leur engin pour que leurs records soient validés, ce qui est un report de l'aviation par conviction que dans ce dernier cas, les pilotes ne sont pas encouragés à se sacrifier pour un record d'aviation. Avant Vostok 1, le vol Bell X-2 du pilote américain Iven Kincheloe a été décrit par certaines sources telles que le South Bend Tribune comme le premier vol spatial avec équipage, atteignant une altitude de 126 200 pieds bien que n'atteignant pas la ligne de Kármán (100 km).
En raison de cette divergence, les responsables soviétiques ont omis le fait concernant la phase d'atterrissage de Vostok 1 afin de se qualifier pour les records spatiaux de la FAI. Toutefois, à la suite de la mission Vostok 2 au cours de laquelle le cosmonaute soviétique Gherman Titov est devenu la première personne à passer une journée en orbite, on a appris que Titov avait atterri alors qu'il se trouvait à l'extérieur de la capsule.
Le journaliste spécialiste de l'espace James Oberg rapporte que lors d'une conférence de la Fédération aéronautique internationale (FAI) à Paris, en France, le directeur général de l'organisme a confronté les représentants soviétiques à des questions concernant l'emplacement du pilote pendant l'atterrissage par rapport au vaisseau spatial tout en exigeant des documents qui vérifient la présence de Gagarine dans la capsule spatiale pendant l'atterrissage. En réponse, le représentant soviétique a dénoncé ces exigences comme de « l'obstructionnisme » et a protesté en disant : « Demandez aux Américains si les États-Unis croient que ces enregistrements réclamés pour Gagarine ont réellement été faits. Tous les peuples du monde ont déjà avalisé le vol de Gagarine et l'ont accepté comme un fait. » La FAI a finalement concédé et certifié le récit historique soviétique selon lequel Gagarine se trouvait à l'intérieur de la capsule lors de l'atterrissage.
Contrairement à celle de Titov, les informations factuelles concernant l'atterrissage de Vostok 1 n'ont été connues qu'en 1971, et ont été décrites en détail dans un livre publié par le correspondant spatial soviétique Evgeny Riabchikov,. En raison de ce détail technique, certaines sources plus récentes, comme Tech Republic, ont émis l'hypothèse que Gagarine n'avait pas effectué « légalement » un vol spatial piloté vol spatial piloté selon les directives de la FAI. En outre, compte tenu du fait que les pilotes se sont éjectés avant l'atterrissage dans toutes les missions habitées du Vostok, les arguments pragmatiques ont montré que Gagarine, bien qu'il soit la première personne à voler dans l'espace, ne peut pas être considéré comme la première personne à effectuer une orbite autour de la Terre. Selon ce raisonnement, c'est la mission Friendship 7 de John Glenn, menée par la NASA, qui peut être considérée comme telle en vertu des règles de la FAI de l'époque,,.
Le 20 août 2022, selon Taiwan News, le collectif de hackers Anonymous a défiguré un site web chinois consacré à l'immobilier et a mentionné la disposition de la section 8, paragraphe 2.15, point b, du code sportif de la Fédération aéronautique internationale (FAI), selon laquelle un vol est considéré comme inachevé si « un membre de l'équipage quitte définitivement le vaisseau spatial en cours de vol », ce qui s'est produit pour Vostok 1, le pilote s'étant éjecté de sa capsule avant l'atterrissage. Des anonymes auraient même affirmé que, puisque les autres vols spatiaux du Vostok ont suivi cette pratique, Alan Shepard et John Glenn, qui étaient tous deux à l'intérieur de leur capsule lorsqu'ils se sont écrasés, devraient être considérés comme les premiers humains dans l'espace. Les Anonymous ont ensuite diffusé la controverse en piratant le site Web de l'outil de proposition d'événements des Nations unies,.

## Réception
Les paramètres des vols spatiaux habités ont été modifiés pour reconnaître que l'accomplissement technologique en matière de vols spatiaux habités était le lancement, la mise en orbite et le retour en toute sécurité de l'homme, plutôt que la manière dont il atterrissait. Les records FAI de Gagarine et de Titov sont restés intacts, tandis que l'organisme sportif lui-même a créé la médaille Gagarine, qui est décernée chaque année pour honorer les plus grandes réalisations dans le domaine des vols spatiaux habités. Gagarine est internationalement reconnu comme le premier humain à voler dans l'espace et le premier à se mettre en orbite autour de la Terre,,.